# Marianne Borgo
Pour les articles homonymes, voir Borgo (homonymie).
Marianne Borgo est une actrice française née le 16 avril 1947 à Paris 16e arrondissement  

## Filmographie
- 1968 : Les Gros Malins de Raymond Leboursier
- 1968 : Ho ! de Robert Enrico
- 1969 : Erotic Story de Michele Lupo
- 1970 : Le Distrait de Pierre Richard
- 1971 : La Grande Maffia... de Philippe Clair
- 1972 : Brèves rencontres à Paris de Robert Wise
- 1974 : Le Fantôme de la liberté de Luis Buñuel
- 1973 : Les Enquêtes du commissaire Maigret, épisode : Maigret et le Corps sans tête de Marcel Cravenne
- 1976 : L'Apprenti salaud de Michel Deville
- 1976 : Les Cinq Dernières Minutes, épisode Le Fil conducteur de Claude Loursais : Catherine Rouvier
- 1979 : Sonne, Wein und harte Nüsse (als Claudine)
- 1979 : Médecins de nuit de Nicolas Ribowski, épisode : Le livre rouge (série télévisée)
- 1984 : À nous les garçons de Michel Lang
- 1984 : To Hell and Back in Time for Breakfast de Conny Templeman (court métrage)
- 1987 : Natalia de Bernard Cohn
- 1991 : Touch and Die de Piernico Solinas
- 1994 : Nestor Burma (série télévisée), saison 3, épisode 4 : Nestor Burma court la poupée, de Joël Séria : Martine Chapavin
- 1996 : Oscar et Lucinda de Gillian Armstrong
- 1996 : Vicious circle d'Alexander Whitelaw
- 2001 : Quelqu'un de bien de Patrick Timsit
- 2001 : Une femme d'honneur : À cœur perdu (2001)
- 2002 : Le Divorce de James Ivory
- 2009 : Cyprien de David Charhon
- 2015 : Piste noire de Jalil Naciri : Colette de Valandrey

### Court-métrage
- 2016 : Claire de Pierre-Alexandre Muller et Tara Nassef-Stephan : La mère de Claire

## Théâtre
- 1969 : Les Bacchantes d’Euripide, mise en scène Jean-Louis Thamin
- 1972 : Le Cid de Pierre Corneille, mise en scène Marcelle Tassencourt
- 1972 : Mais qu'est-ce qui fait courir les femmes la nuit à Madrid ? d'après Pedro Calderón de la Barca, mise en scène Maurice Ducasse
- 1974 : Le Siècle des lumières de Claude Brulé, mise en scène Jean-Laurent Cochet
- 1975 : Les Secrets de la Comédie humaine de Félicien Marceau, mise en scène Paul-Émile Deiber
- 1979 : Le Bruit de tes pas de Jean Sigrid, mise en scène Jo Dua
- 1988 : L'Inconvenant de Gildas Bourdet, mise en scène Gildas Bourdet
- 2003 : Le Malade imaginaire de Molière, mise en scène Alain Germain

## Doublage
- Julie White dans (3 films) :
  - 2007 : Transformers : Judy Witwicky
  - 2009 : Transformers 2 : La Revanche : Judy Witwicky
  - 2011 : Transformers 3 : La Face cachée de la Lune : Judy Witwicky